# Grace Morley
Grace Louise McCann Morley, née à Berkeley le 3 novembre 1900 et morte à New Delhi le 8 janvier 1985, est une muséologue américaine. Elle est la fondatrice du Musée d'art moderne de San Francisco et sa directrice durant 23 ans à partir de 1934. 

## Biographie
Le Dr Morley obtient un doctorat en art et littérature anciens à Paris en 1926.
En 1930, elle est Conservatrice du Cincinnati Museum of Art en Ohio, mais rêve d'un projet de musée à San Francisco qu'elle concrétise en 1934.
Durant ces années à la tête du Musée d'art moderne de San Francisco, elle est active dans le monde artistique des États-Unis et reçoit un diplôme honorifique (honorary degree) du Mills College en 1937.
Elle est le Second Vice-President de l'American Federation of Arts en 1939, Counsellor for Arts au Bureau of Inter-American Affairs en 1941, un Membre du Comité des Fine Arts Buildings de l'Exposition Internationale de San Francisco et directrice de la Pacific House en 1940, un membre du Comité des Experts des Arts, State Department, de 1940 à 1945. Le Time Magazine a publié un article lors de sa 20e année avec le musée, et un autre à son départ à la retraite. Dans une interview avec Thomas Tibbs, elle est louée pour avoir grandement encouragé les jeunes artistes américains. Entre 1946 et 1949, elle prend congé du Musée de San Francisco et devient Consultante en musées à la Commission Préparatoire de d'UNESCO (UNESCO Preparatory Commission), avant de prendre la tête du "département des musées".
Elle a écrit des articles sur l'art contemporain et sur les civilisations latino-américaines.
Après avoir reçu un doctorat ès lettres (honorary Doctor of Humane Letters degree) du Smith College en 1957, elle part en Inde en 1960, et y réside jusqu'à sa mort en 1985. Pendant son long séjour en Asie, elle devient la fondatrice et la directrice du Musée national de New Dehli et reçoit le Padma Bhushan du gouvernement indien.
Elle siège au Conseil International des Musées (ICOM) et dirige les destinées de l'Agence régionale pour l'Asie du Sud et du Sud-Est de l'ICOM de 1967 à 1978.
Des bourses de recherches en son honneur sont remises par l'ICOM India Trust chaque année. Le Musée d'Art moderne de San Francisco a établi la Grace McCann Morley Legacy Society pour les donateurs qui prévoient le musée dans leur planification successorale. En Inde, le National Museum Institute tient un séminaire commémoratif du Dr Grace Morley chaque année.

## Vie privée
Le Dr Morley a commencé sa carrière à Cincinnati en 1930, mais est surtout connue pour ses années à San Francisco et sa seconde carrière en Inde. Durant ces années-là, elle développe des "amitiés passionnées" (some passionate friendships) avec des femmes.
Durant les vingt dernières années de sa vie, elle partage un appartement avec un officier retraité de l'Indian Air Force et sa femme, qui sont devenus sa famille indienne, au sein de laquelle elle meurt à 84 ans. Ses proches pensent qu'elle s'était convertie au Bouddhisme. Son corps a été incinéré dans la tradition indienne, et ses cendres dispersées dans une rivière sacrée.